# Рух-2
«Рух-2» (укр. Рух-2) — украинский футбольный клуб, фарм-клуб львовского «Руха». С сезона 2023/24 выступал во Второй лиге чемпионата Украины. Домашние матчи проводил на стадионе имени Богдана Маркевича в Винниках

## История
Резервная команда «Руха» была создана в 2021 году, вскоре после упразднения чемпионата Украины U-21. Тогда же «Рух-2» был включен в состав участников чемпионата Львовщины по ходу сезона, в связи с чем в играх первой половины турнира команде были засчитаны технические поражения, а весь второй круг коллектив проводил на выезде. Всего на областном уровне команда выступала на протяжении трёх лет, занимая места в нижней части турнирной таблицы
В 2023 году клуб был включён в состав участников второй лиги чемпионата Украины. Дебютную игру на профессиональном уровне резервисты «Руха» провели 7 августа 2023 года, на домашнем стадионе в Винниках уступив второй команде львовских «Карпат» со счётом 0:5.
17 мая 2025 года руководство «Руха» объявило о роспуске второй команды.

## Главные тренеры
- Виталий Пономарёв (2021—2022)
- Михаил Дячук-Ставицкий (2023)
- Владимир Безубяк (2023—2024)
- Иван Федык (2024—н. в.)